# Edelira
Edelira è un centro abitato del Paraguay, nel dipartimento di Itapúa. La località forma uno dei 30 distretti in cui è suddiviso il dipartimento.

## Popolazione
Al censimento del 2002 Edelira contava una popolazione urbana di 1.623 abitanti (22.287  nel distretto), secondo i dati della Dirección General de Estadística, Encuestas y Censos.

## Storia
Elevata al rango di distretto con il nome di Antidia Matiauda nel 1981, alla caduta del regime di Alfredo Stroessner la località e il suo distretto presero il nome di Edelira.